# Jasuko Nambová
Jasuko Nambová (難波 康子 Namba Jasuko, 2. února 1949 Tokio – 11. května 1996 Mount Everest) byla druhá Japonka (po Džunko Tabe), která dosáhla všech sedmi vrcholů koruny planety. Kilimanžáro pokořila na nový rok v roce 1982, vrcholu Aconcaguy dosáhla o dva roky později. Denali pokořila 1. července 1985 a vrchol hory Elbrus, 1. srpna 1992. Po zdolání Vinson Massif 29. prosince 1993 a Puncak Jaya 12. listopadu 1994 jí zbýval pouze Mount Everest. Ten pokořila 10. května 1996, ale během sestupu zemřela na podchlazení.

## Osobní a profesní život
Před tragédií na Mount Everestu v roce 1996, byla zaměstnána společností Federal Express jako personální manažerka v Tokiu. Její manžel, Keniči Namba a její bratr po její smrti odcestovali do Nepálu s nadějí, že její tělo přivezou z Everestu.

## Smrt
Dne 10. května 1996 Jasuko Namba ve svých 47 letech dosáhla vrcholu Mount Everestu a stala se tak nejstarší ženou, které se to povedlo (její rekord později pokořila Anna Czerwińska z Polska, která vylezla na Everest, když jí bylo 50 let). Jasuko byla pořád dost vysoko v horách do pozdního odpoledne, když ji při sestupu zastihla silná bouře. Jasuko, klient Beck Weathers a jejich průvodce Mike Groom z Adventure Consultants a klienti s průvodcem z Mountain Madness Scotta Fishera, uvízli na jižní straně hory. Kvůli vánici nemohli zjistit jakým směrem se nachází jejich tábor. Groom později řekl, že Jasuko trvala na tom, že si nasadí kyslíkovou masku i přesto, že už žádný kyslík neměla. Jasuko i Weathers byli už na pokraji sil. Průvodce Mike Groom se rozhodl nejslabší jedince nechat na svahu a se zbytkem se vypravil hledat čtvrtý tábor a také zařídit nějakou pomoc. Splnil své slovo a vyslal do noci Anatolije Bukrejeva, který měl ztracené lezce přivézt do čtvrtého tábora. Ten našel několik dalších lezců, ale nikoli Jasuko s Weathersem. Naposledy vrátil pro Sandy Pittmanovou a Tima Madsena. Madsen Weatherse s Jasuko nechal samotné, protože předpokládal, že Jasuko je mrtvá a Weathers je „ztracený případ”. Následujícího dne, jeden z klientů Adventure Consultants, kanadský doktor Stuart Hutchinson, zorganizoval pátrací skupinu, aby našel Jasuko a Weathese. Nejdříve našel Jasuko, která již nejevila známky života, a poté nalezl Weatherse, který byl stále naživu a nakonec přežil.
Bukrejev ve své knize Výstup – ctižádost pohřbená na Everestu (1999) vyjádřil lítost nad její osamocenou smrtí. Napsal o Jasuko, že byla jen malá čtyřicetikilová žena a někdo ji měl dotáhnout zpátky do tábora, aby mohla alespoň zemřít mezi svými společníky. Bukrejev nalezl tělo Jasuko při další expedici na Everest s indonéským národním týmem 28. dubna 1997. Kolem jejího těla vybudoval mužik, aby jej ochránil od mrchožravých ptáků. O několik dní později se omluvil jejímu manželovi, že ji nedokázal zachránit. Později v roce 1997, manžel Jasuko financoval operaci, která snesla její tělo dolů z hory.

## Filmové portréty
- Akemi Otani si zahrála Nambu v televizním filmu z roku 1997 Into Thin Air: Death on Everest.[5]
- Naoko Mori hrála Jasuko Nambu ve filmu Everest z roku 2015.[6]